# 베서니 프랭클
베서니 프랭클(Bethenny Frankel, 1970년 11월 3일 ~ )은 미국의 사회자, 사업가, 요리 전문가이다. 토크쇼 "베서니"(Bethenny)를 진행하고 있다.